# Districte de Dijon
El Districte de Dijon és un dels tres districtes del departament de la Costa d'Or, a la regió de Borgonya-Franc Comtat. Té 21 cantons i 259 municipis. El cap del districte és la prefectura de Dijon. Te una extensió de 2.808 Km2 i una població de 370.369 habitants segons cens de 2022.

## Cantons
cantó d'Auxonne - cantó de Chenôve - cantó de Dijon-1 - cantó de Dijon-2 - cantó de Dijon-3 - cantó de Dijon-4 - cantó de Dijon-5 - cantó de Dijon-6 - cantó de Dijon-7 - cantó de Dijon-8 - cantó de Fontaine-Française - cantó de Fontaine-lès-Dijon - cantó de Genlis - cantó de Gevrey-Chambertin - cantó de Grancey-le-Château-Neuvelle - cantó d'Is-sur-Tille - cantó de Mirebeau-sur-Bèze - cantó de Pontailler-sur-Saône - cantó de Saint-Seine-l'Abbaye - cantó de Selongey - cantó de Sombernon